# Ya-Seen
Ya-Seen (Língua árabe:سورة يس) é a trigésima sexta sura do Alcorão com 83 ayats. Revelada na cidade de Meca, foi-lhe dada o título honorífico como "o coração do Alcorão".